# Сортування порівняннями

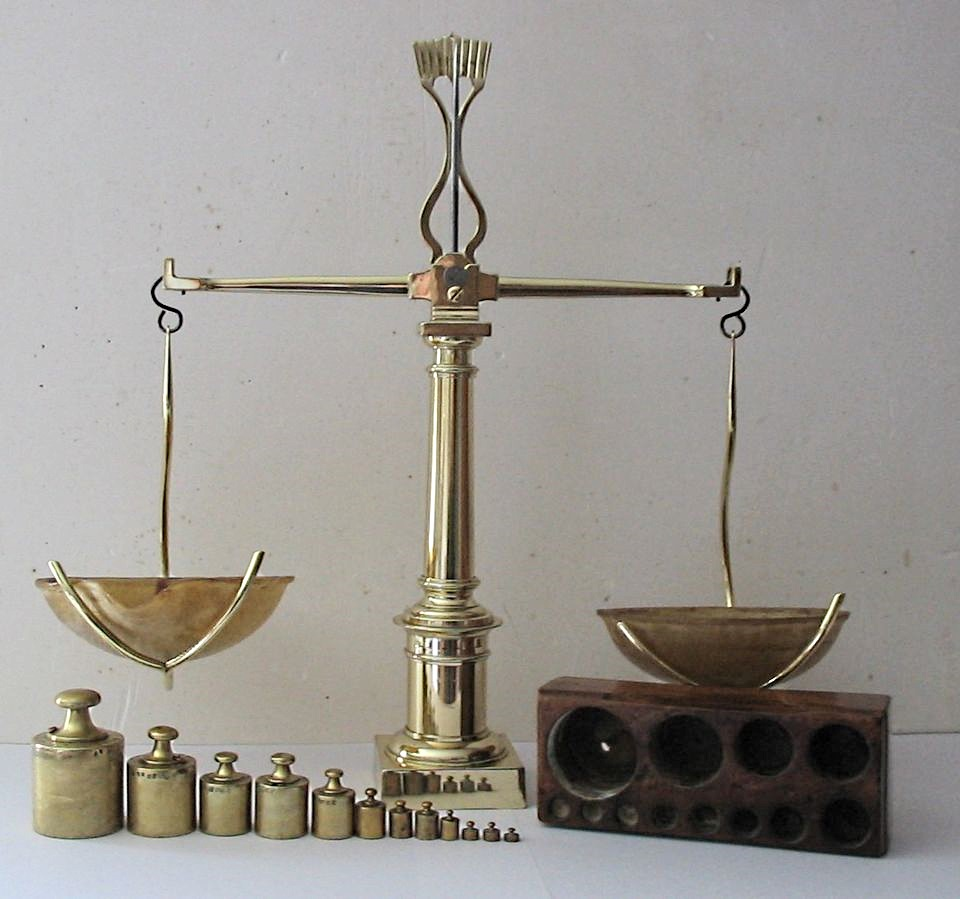
Сортування непозначених гир за вагою, використовуючи лише терези, вимагає алгоритму сортування порівняннями

В алгоритмах сортування порівняннями для отримання інформації про розташування елементів вхідної послідовності {\displaystyle \langle a_{1},a_{2},\dots ,a_{n}\rangle } використовуються тільки попарні порівняння елементів. Іншими словами, для визначення взаємного порядку двох елементів {\displaystyle a_{i}} та {\displaystyle a_{j}} виконується одна з перевірок {\displaystyle a_{i}<a_{j},a_{i}\leq a_{j},a_{i}=a_{j},a_{i}\geq a_{j}} або {\displaystyle a_{i}>a_{j}.} Ми не можемо використовувати значення самих елементів або отримувати інформацію про них іншим способом.

## Приклади
- Сортування бульбашкою
- Пірамідальне сортування
- Сортування злиттям
- Сортування включенням
- Сортування вибором
- Швидке сортування
- Сортування змішуванням

## Модель дерева прийняття рішень

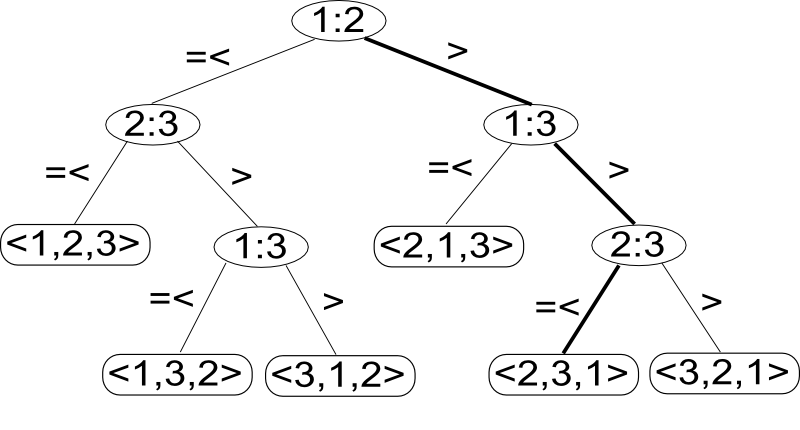
Дерево прийняття рішень для сортування включенням на трьох елементах. Внутрішній вузол записаний як позначає порівняння між і Лист анотований перестановкою позначає впорядкування Виділеним позначені рішення для послідовності Перестановка означає, що відсортованим впорядкуванням є Всього існує можливих перестановок вхідних елементів і, отже, дерево прийняття рішень повинно мати не менше листів.

Ми можемо розглядати сортування порівняннями абстрактно, у термінах дерева прийняття рішень. Дерево прийняття рішень — повне двійкове дерево, яке представляє порівняння між елементами, які виконав певний алгоритм сортування порівняннями на наданих вхідних даних.

## Нижня межа для найгіршої швидкодії
Довжина найдовшого простого шляху від кореня до листа представляє кількість порівнянь які необхідно виконати в найгіршому випадку. З цього випливає, що кількість порівнянь в найгіршому випадку для певного алгоритму сортування порівняннями дорівнює висоті дерева прийняття рішень. Нижня межа для всіх дерев прийняття рішень в яких кожна перестановка є досяжним листом і є нижньою межею швидкодії для будь-якого алгоритму сортування порівняннями.
Теорема Будь-який алгоритм сортування порівняннями в найгіршому випадку вимагає {\displaystyle \Omega (n\lg {n})} порівнянь.
Доведення Зі сказаного вище, достатньо визначити висоту дерева прийняття рішень в якому кожна перестановка з'являється як досяжний лист. Розглянемо дерево висоти {\displaystyle h} з {\displaystyle l} досяжними листами, що відповідає сортуванню порівняннями для {\displaystyle n} елементів. Через те, що кожна {\displaystyle n!} перестановок вхідних даних з'являється в якомусь листі, ми маємо {\displaystyle n!\leq l.} оскільки повне двійкове дерево висоти {\displaystyle h} має не більше ніж {\displaystyle 2^{h}} листів, маємо
{\displaystyle n!\leq l\leq 2^{h},}
що, якщо прологарифмувати, дає
{\displaystyle h\geq \lg {n!}=\Omega (n\lg {n})} (для доведення останнього рівняння зручно використати формулу Стірлінґа в логарифмічній формі).